# دیوید لوید
دیوید لوید (انگلیسی: David Lloyd؛ زادهٔ ۱۷ مهٔ ۱۹۵۵) بازیگر و فیلم‌نامه‌نویس اهل بریتانیا است.
از فیلم‌ها یا مجموعه‌های تلویزیونی که وی در آن‌ها نقش داشته‌است، می‌توان به پوآرو و تلفات اشاره نمود.